# The Opening of Misty Beethoven
The Opening of Misty Beethoven é considerado um clássico do cinema pornô. Também é conhecido como simplesmente Misty Beethoven. Foi lançado em 1976.

## Elenco
- Constance Money - Misty Beethoven
- Jamie Gillis - Seymour Love
- Jacqueline Beaudant - Geraldine
- Terri Hall - Tanya
- Ras Kean - Lawrence Layman
- Gloria Leonard - Barbara
- Calvin Culver - Casey Donovan
- Mary Stuart
- Jenny Baxter - Janet Baldwin
- Cynthia Gardner
- Helene Simone
- Marlene Willoughby
- Spalding Gray

## Prêmios
- 1976 - AFAA Award (Adult Film Association of America) - Melhor Ator - Jamie Gillis
- 1976 - AFAA Award - Melhor Diretor - Radley Metzger
- 1976 - AFAA Award - Melhor Filme
- 2002 - AVN (Adult Video News) - Melhor na Categoria "Classic Release on DVD"